# Liste der Naturdenkmale in Deilingen
| Naturdenkmale | Anzahl |
| ------------- | ------ |
| FND           | 3      |
| END           | 6      |
| Gesamt        | 9      |

Die Liste der Naturdenkmale in Deilingen nennt die verordneten Naturdenkmale (ND) der im baden-württembergischen Landkreis Tuttlingen liegenden Gemeinde Deilingen. In Deilingen gibt es insgesamt neun als Naturdenkmal geschützte Objekte, davon drei flächenhafte Naturdenkmale (FND) und sechs Einzelgebilde-Naturdenkmale (END).
Stand: 31. Oktober 2016.

## Flächenhafte Naturdenkmale (FND)
| Name                        | Bild | Kennung     | Einzelheiten                   | Position | Fläche Hektar | Datum         |
| --------------------------- | ---- | ----------- | ------------------------------ | -------- | ------------- | ------------- |
| Federwiesen                 | BW   | 83270090001 | Deilingen                      | ⊙        | 3,5           | 1. Feb. 1988  |
| Im Bestenried               | BW   | 83270090002 | Deilingen                      | ⊙        | 4,2           | 10. Juni 1989 |
| Sinterkalk im Harrasbachtal |      | 83270090003 | Deilingen, Wehingen, Obernheim | ⊙        | 0,6           | 5. Aug. 1991  |
| Legende für Naturdenkmal    |      |             |                                |          |               |               |

## Einzelgebilde (END)
| Name                         | Bild | Kennung     | Einzelheiten | Position | Fläche Hektar | Datum         |
| ---------------------------- | ---- | ----------- | ------------ | -------- | ------------- | ------------- |
| Fichte auf dem Berg          | BW   | 83270090006 | Deilingen    | ⊙        | 0,0           | 14. Okt. 1991 |
| Fichte auf dem Berg          | BW   | 83270090007 | Deilingen    | ⊙        | 0,0           | 14. Okt. 1991 |
| Mehlbeerbaum                 | BW   | 83270090008 | Deilingen    | ⊙        | 0,0           | 14. Okt. 1991 |
| Pilzkiefer                   | BW   | 83270090005 | Deilingen    | ⊙        | 0,0           | 14. Okt. 1991 |
| Vogelkirsche                 | BW   | 83270090009 | Deilingen    | ⊙        | 0,0           | 14. Okt. 1991 |
| 5 Eichen bei der Bergkapelle | BW   | 83270090004 | Deilingen    | ⊙        | 0,0           | 14. Okt. 1991 |
| Legende für Naturdenkmal     |      |             |              |          |               |               |